# Caecoonops
Caecoonops là một chi nhện trong họ Oonopidae.